# Suc de Montivernoux
Ne doit pas être confondu avec Montivernoux.
Le suc de Montivernoux est un suc situé dans le Massif central. Il s'élève à 1 441 mètres d'altitude au sein des monts du Vivarais. Il se trouve entre les communes de Lachamp-Raphaël et de Mézilhac.

## Toponymie
Il était autrefois appelé mont Yvernoux ou suc de la Prade, Lo Prado en occitan.

## Géographie
La montagne est constituée d'un dôme phonolitique prismé couvert de bruyères et de myrtilles,.

## Activités

### Cyclisme
Il est pour la première fois au programme du Tour de France en 2010, par le versant de Dornas (2e catégorie), lors de la 12e étape entre Bourg-de-Péage et Mende. Il est franchi en tête par le Français Sandy Casar.